# Raymond Penières
Pour les articles homonymes, voir Pénières.
Raymond Penières, né le 29 mai 1840 à Ussel (Corrèze) et mort le 2 mai 1922 à Ussel, est un homme politique français.

## Biographie
Fils de Jean-Antoine Pénières, député de 1848 à 1851, il est médecin en 1869 et agrégé à la faculté de Montpellier en 1875. Il est député de la Corrèze de 1881 à 1885, siégeant dans la majorité opportuniste.

## Sources
- « Raymond Penières », dans Adolphe Robert et Gaston Cougny, Dictionnaire des parlementaires français, Edgar Bourloton, 1889-1891 [détail de l’édition]
- « Raymond Penières », dans le Dictionnaire des parlementaires français (1889-1940), sous la direction de Jean Jolly, PUF, 1960 [détail de l’édition]